# Тема (література)
Те́ма — у літературі — коло подій, життєвих явищ, представлених у творі в органічному зв'язку з проблемою, яка з них постає і потребує осмислення.
Тема художнього твору відрізняється від життєвих подій, явищ дійсності тим, що вона характеризує явище, сприйняте, побачене митцем. Тема іманентно пов'язана з конкретно-чуттєвим, образним мисленням, тяжіє до сюжету як розвитку подій, в яких беруть участь персонажі. Таким чином, тема, сюжет, персонаж, проблема є різними гранями цілісного бачення людиною дійсності, пошуку прихованої сутності, сенсу буття. З цього міцно злютованого об'єкт-суб'єктного відношення народжується естетична ідея твору, яка виражає авторську оцінку зображеного, його розуміння теми як запиту-проблеми. Тому, вважається, що тема та ідея становлять ідейно-тематичну (проблемно-тематичну) основу твору, яка вимагає відповідної жанрової структури, конкретної композиції твору і, врешті, виступає одним із стилетвірних чинників.
З одного боку, розуміння і трактування теми як інспіратора образного мислення, конкретно-чуттєвої плоті проблеми (ідеї) художнього твору зосереджує увагу літературознавця на текстуальній реальності, застерігає від абстрактних розмірковувань з приводу позатекстових реалій, споріднених з темою як естетичним явищем. З іншого, коли письменник йде до теми не під впливом безпосереднього контакту з дійсністю, а виходить з уявного неміметичного світу, то це також означає, що тема стає стимулом до творчості. Автор вибудовує в уяві гротесково-химерний художній світ, структура якого порушує, «досліджує» проблему або принаймні розраховує, що створена ним структура вразить, заінтригує читача. Так виникають візуальна поезія, фігурні вірші, параболічні твори, тексти неоавангардистів, які, власне, пишуть не «твори», а конструюють «тексти», що теж мають певну тему, адже їх назви бодай віддалено на неї вказують.
Зазвичай, коли у школі, на уроках літератури, треба написати тему твору, можна почати так: розповідь про...
Таким чином, традиційний термін «тема» наповнюється новим змістом і його не конче треба співвідносити тільки з літературними напрямами міметичного плану.

## Джерело
- Літературознавчий словник-довідник за редакцією Р. Т. Гром'яка, Ю. І. Коваліва, В. І. Теремка. — ́К.: ВЦ «Академія», 2007